# Misión Mercal
Mercado de Alimentos S.A. (MERCAL) es uno de los programas sociales incentivados por el gobierno venezolano. Creada oficialmente el 24 de abril de 2003, Mercal está destinada al sector alimentario, dependiente del Ministerio del Poder Popular para la Alimentación. 

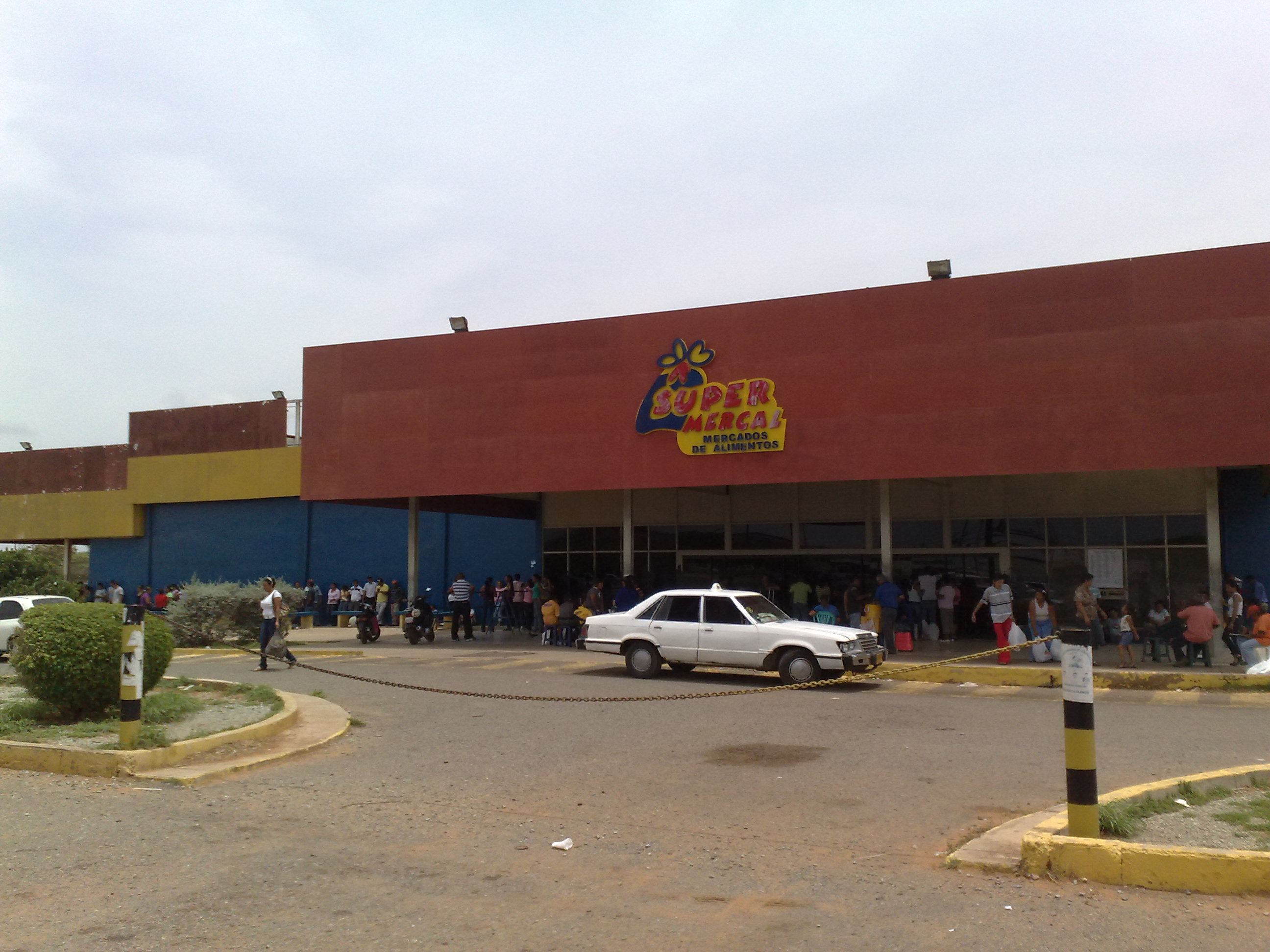
Súper Mercal en Judibana, Falcón.

El programa consiste en construir y dotar almacenes y supermercados con alimentos y otros productos de primera necesidad a bajos precios para que sean accesibles a la población más necesitada. Los alimentos están subvencionados y llegan a los estantes sin intermediarios, de manera que los precios ofrecidos suelen tener un descuento de entre el 30 y el 45 por ciento de los observados en las otras cadenas de distribución.[cita requerida].
El programa consiste en construir establecimientos de ventas, dotarlos y facilitar la distribución. Mercal se ha ampliado con los llamados "Mercalitos" (establecimientos de tamaños más reducidos, llamados coloquialmente en el país, Bodegas) que se encuentran en sectores más inaccesibles, camiones con víveres que venden directamente en la calle. También existe "Megamercal", que es un mercado improvisado en la vía pública, de enormes dimensiones en determinado día, ampliándose el número de alimentos y productos a la venta, en donde se ofrece simultáneamente otros servicios sociales tales como cedulación, odontología y revisión de la visión (óptica).

## Cifras
Según estadísticas del Ministerio del Poder Popular para la Alimentación durante 2008, 13.198.470 venezolanos, en promedio, se vieron beneficiados mensualmente con esta misión, vendiéndose un total de 1.492.263 toneladas de alimentos.  Así mismo, para finales de año, se encontraban habilitados 16.626 establecimientos de la Red Mercal en todo el territorio nacional.

## Alimentos que se ofrecen

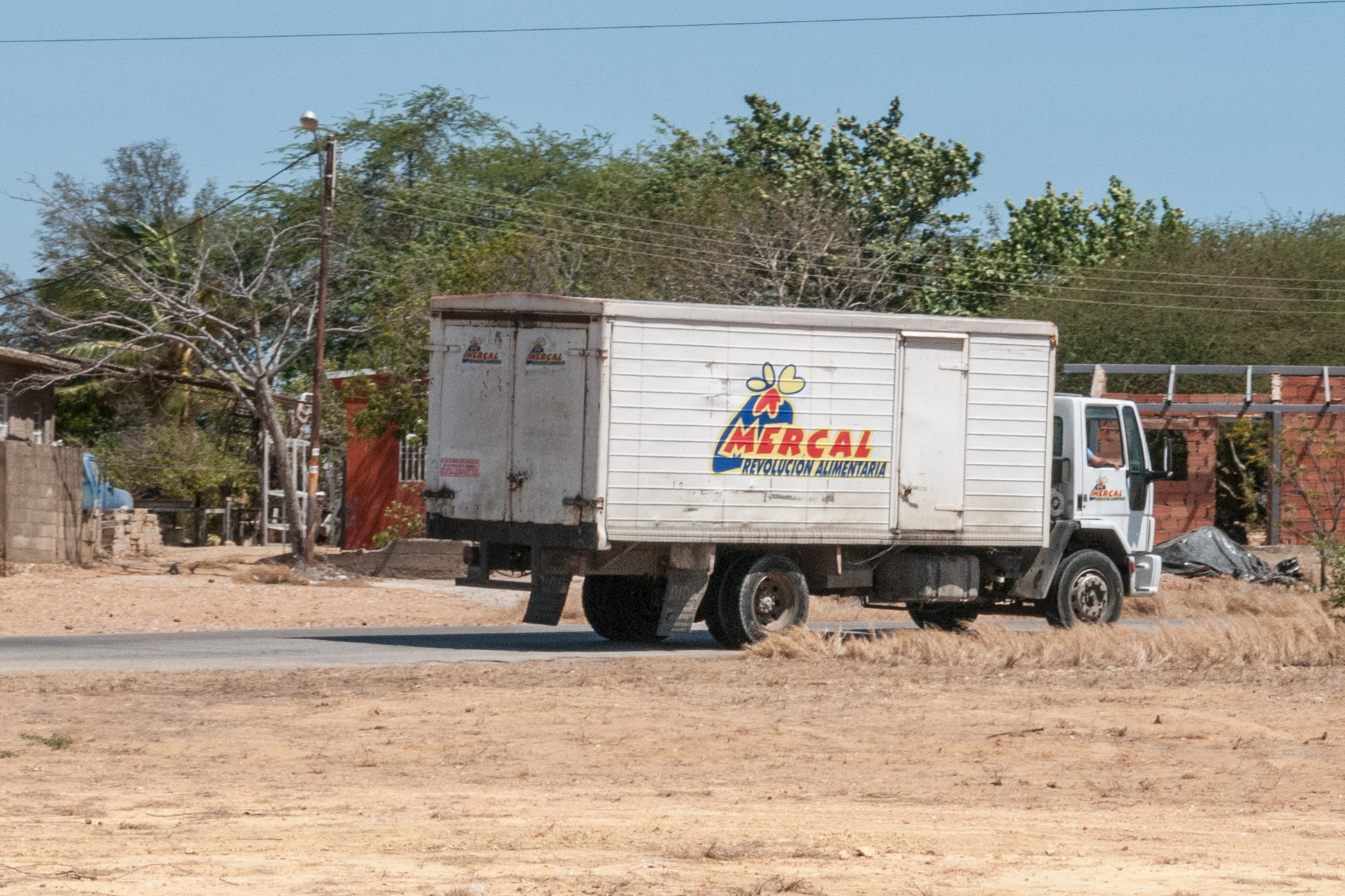
Camión de distribución Mercal.

Mercal ofrece productos frescos, como víveres, frutas, aceites vegetales, cereales, granos, además de productos empacados, como de aseo personal, enlatados; desde 2005 se incluyen cárnicos, lácteos (incluyendo embutidos y quesos), que necesitan refrigeración, con anterioridad solo se vendían "productos secos". Estas mercancías se ofrecen en establecimientos de Mercal y los afiliados con descuentos de hasta un 45%.

## Otras funciones
Otra de las actividades de Mercal es el fomento a la producción regional de alimentos, mediante un programa de compras a los pequeños productores regionales (ubicados en el interior del país).